# Gauri (Kapilvastu)
Gauri (nep. गौरी) – gaun wikas samiti w zachodniej części Nepalu w strefie Lumbini w dystrykcie Kapilvastu. Według nepalskiego spisu powszechnego z 2001 roku liczył on 486 gospodarstw domowych i 3814 mieszkańców (1857 kobiet i 1957 mężczyzn).